# Jarring Effects
Jarring Effects is een Frans platenlabel in Lyon. Jarring Effects spoort artiesten aan om op een onafhankelijke manier zelf muziek te produceren, creatief te zijn en plezier te maken in plaats van op zoek te gaan naar commercieel succes.

## Artiesten
- High Tone
- La Phaze
- Interlope
- Meï Teï Shô
- L'Œuf raide
- Monsieur orange
- Ez3kiel
- Reverse Engineering
- Dj Twelve
- R-zatz
- Brain Damage
- Fumuj
- Playdoe
- B r oad way
- Revo
- Grosso Gadgetto
- Von Magnet
- Vuneny
- Idem
- Ben Sharpa
- Sibot
- Cape Town Beats
- Oddateee